# Református templom (Vári)
A mezővári református templom Beregszásztól délkeletre található a Tisza jobb partján, a Tiszaháton, Vári központjában.

## Története
A templom elődjét  a 15. században építették román stílusban. Akkor római katolikus esperesi templom volt. A reformáció után, 1593 óta a református egyházé.
Az 1657-es lengyel és 1660-as török pusztítások során a templom súlyosan megrongálódott.
Mai formáját, gótikus jegyeit az 1795. évi helyreállítás során nyerte el. Négyzetes alaprajzú kőtornya az átépítés során barokkos ízlésű galériás, négy fiatoronnyal ékesített sisakot kapott. A kis- és a nagyharangja 1922-ben (kisharang), illetve 1784-ben (nagyharang) öntettettek bronzból. Több mint 400 éves toronyórája műemlékké nyilvánított.